# Asura discisigna
Asura discisigna är en fjärilsart som beskrevs av Moore. Asura discisigna ingår i släktet Asura och familjen björnspinnare. Inga underarter finns listade i Catalogue of Life.